# Альбинск (Октябрьский район)
А́льбинск (бел. А́льбінск) — деревня в Поречском сельсовете Октябрьского района Гомельской области Республики Беларусь.

## История
До 11 января 2023 года входила в состав Лясковичского сельсовета. В связи с объединением Поречского и Лясковичского сельсоветов Октябрьского района Гомельской области в одну административно-территориальную единицу — Поречский сельсовет, включена в состав Поречского сельсовета.

## География

### Расположение
В 37 км на запад от районного центра Октябрьского, в 240 км от Гомеля, в 30 км от железнодорожной станции Рабкор, расположенной на ветке Бобруйск — Рабкор, отходящей от линии Осиповичи — Жлобин.

### Водная система
На юге и востоке сеть мелиоративных каналов.

## Транспортная система
Транспортная связь по просёлочной, а затем по автомобильной дороге Слуцк — Мозырь.
В деревне 22 жилых дома (2004 год). Планировка — короткая улица с широтной ориентацией, к которой с севера примыкает вторая улица. Застройка двухсторонняя, деревянными домами усадебного типа.

## История
По письменным источникам имение под названием Альбинск известно с XVI века и находилось во владении помещика Альбина Матвеевича Стеткевича. В имение входила деревня Загалье, которая в дальнейшем была переименована Альбинск. Входила в Глусское староство Новогрудского воеводства.
В 1908 году находилась в составе Лясковичской волости Бобруйского уезда Минской губернии.
В 1930 году организован колхоз имени К. Маркса. В деревне находилась кузница.
Во время Великой Отечественной войны оккупанты разместили в деревне свой опорный пункт, разгромленный партизанами. В деревне некоторое время базировался Минский подпольный обком КП(б) Белоруссии, а также находились штабы Минского партизанского соединения, партизанского соединения Минской и Полесской и подпольная полиграфия. В апреле 1942 года каратели сожгли деревню и убили 137 жителей. Во время войны 7 жителей деревни погибли на фронтах.
В составе колхоза «Оресса» с центром в деревне Лясковичи. Размещаются клуб, магазин.
Мемориальная доска в честь Минского подпольного обкома КП(б)Б, штабов Минского партизанского соединения, партизанского соединения Минской и Полесской областей, подпольной типографии. Установлена в 1972 году на здании клуба.

## Население

### Численность
- 2004 год — 22 двора, 38 жителей.

### Динамика
- 1844 год — 6 дворов, 37 жителей.
- 1908 год — 20 дворов, 217 жителей.
- 1940 год — 66 дворов, 300 жителей.
- 1959 год — 213 жителей (согласно переписи).
- 2004 год — 22 двора, 38 жителей.